# Leo Finocchi
Leo Finocchi é um quadrinista e animador brasileiro. Trabalhou em animações como My Little Pony, Historietas Assombradas e Sítio do Picapau Amarelo, entre outras. Também trabalhou em Tromba Trem, tendo ainda sido roteirista de um episódio da série. Como quadrinista, Leo participou de coletâneas como Pequenos Heróis, MSP Novos 50 e Guia Culinário do Falido, entre outras. Seu primeiro trabalho autoral foi a webcomic Nem Morto (cocriado por Bart Rabelo), cujas edições impressas fora indicadas ao Troféu HQ Mix de "melhor publicação independente de autor" em 2013 e 2014. Em 2017, Leo começou a publicar a webcomic Hell No! Meu pai é o diabo, ganhando no ano seguinte o 30º Troféu HQ Mix na categoria "melhor web quadrinhos". A partir do mesmo ano, a HQ ganhou uma versão impressa em quatro volumes publicada pela Balão Editorial e financiada por crowdfunding.